# Diyllus
Diyllus is een geslacht van rechtvleugeligen uit de familie sabelsprinkhanen (Tettigoniidae). De wetenschappelijke naam van dit geslacht is voor het eerst geldig gepubliceerd in 1875 door Stål.

## Soorten
Het geslacht Diyllus omvat de volgende soorten:
- Diyllus discophorus Stål, 1875
- Diyllus fasciatus Brunner von Wattenwyl, 1895
- Diyllus maximus Beier, 1960